# 순천낙안중학교
순천낙안중학교(順天樂安中學校)는 대한민국 전라남도 순천시 낙안면 교촌리에 있는 공립 중학교이다.

## 학교 연혁
- 1971년 1월 25일 : 승주낙안중학교로 설립인가(9학급)
- 1971년 3월 12일 : 개교 및 입학식
- 1995년 4월 26일 : 순천낙안중학교 교명 변경
- 2025년 1월 10일 : 제52회 12명 졸업(졸업생 총 5,914명)
- 2025년 3월 1일 : 제21대 박병남 교장 부임

## 참고 자료
- 순천낙안중학교 - 한국교육학술정보원 학교알리미